# Conséquence tautologique
En logique propositionnelle, une conséquence tautologique est la forme stricte de la conséquence logique, dans laquelle la tautologie d'une proposition est conservée des prémisses à la conclusion. Les conséquences logiques ne sont pas toutes des conséquences tautologiques. Une proposition {\displaystyle Q} est dite être une conséquence tautologique d'une, ou plus, autre propositions ({\displaystyle P_{1}}, {\displaystyle P_{2}}, ..., {\displaystyle P_{n}}) dans une preuve par apport à un système logique si celui-ci est valide à introduire la proposition au-dessus de la ligne de preuve dans le cadre des règles du système et, dans tous les cas où chacune de ces propositions ({\displaystyle P_{1}}, {\displaystyle P_{2}}, ..., {\displaystyle P_{n}}) sont vraies, la proposition {\displaystyle Q} est aussi vraie.  
Une autre manière de représenter la préservation de la tautologie est d'utiliser une tables de vérités. Une proposition {\displaystyle Q} est dite être une conséquence tautologique d'une, ou plus, autre propositions ({\displaystyle P_{1}}, {\displaystyle P_{2}}, ..., {\displaystyle P_{n}}) si et seulement si dans chaque colonne de table de vérité la valeur de vérité « V » ou 1 est attribuée à toutes les propositions ({\displaystyle P_{1}}, {\displaystyle P_{2}}, ..., {\displaystyle P_{n}}) et aussi à {\displaystyle Q}.

## Exemple
a = « Socrate est un homme. » b = « Tous les hommes sont mortels. » c = « Socrate est mortel. »
a
b
{\displaystyle {\therefore c}}
La conclusion de cet argument est une conséquence logique des prémisses, car il est impossible que tous les prémisses soit vrais et que la conclusion ne le soit pas.
| a | b | c | a ∧ b | c |
| - | - | - | ----- | - |
| V | V | V | V     | V |
| V | V | F | V     | F |
| V | F | V | F     | V |
| V | F | F | F     | F |
| F | V | V | F     | V |
| F | V | F | F     | F |
| F | F | V | F     | V |
| F | F | F | F     | F |

Lorsqu'on observe la table de vérité, il se trouve que la conclusion de l'argument n'est pas une conséquence tautologique du prémisse. Toutes les colonnes qui assignent V au prémisse n'attribuent pas forcément toutes V à la conclusion. En particulier la deuxième rangée, qui assigne V à a ∧ b, mais n'attribue pas V à c.

## Dénotation et propriétés
Il résulte de la définition que si une proposition p est une contradiction, alors p implique tautologiquement toute proposition, car il n'y a pas d'évaluation de vérité qui assigne la valeur V à p et donc la définition de l'implication tautologique est trivialement satisfaite. De même, si p est une tautologie, alors p est tautologiquement impliqué par toute proposition.